# Vidalia dualis
Vidalia dualis es una especie de insecto del género Vidalia de la familia Tephritidae del orden Diptera.

## Historia
Permkam y Albany Hancock la describieron científicamente por primera vez en el año 1995.